# Cyathodium mehranum
Cyathodium mehranum là một loài rêu trong họ Targioniaceae. Loài này được D.K. Singh mô tả khoa học đầu tiên năm 1983.